# Дудко, Михаил Дмитриевич
Михаил Дмитриевич Дудко (род. 14 ноября 1961, Москва) — священнослужитель Русской православной церкви, протоиерей, настоятель храма святителя Иннокентия Московского в Бескудникове в Москве. Автор многочисленных публикаций в церковной и светской прессе. Автор-составитель «Книги о Церкви».

## Биография
Родился 14 ноября 1961 года в Москве семье священника Дмитрия Дудко. По собственным воспоминаниям, «Наша крошечная квартира на Речном вокзале была всегда открыта для всех. Дома я делал уроки или готовился к семинарам под постоянные богословские разговоры, которые вели наши гости». Отказался вступать в пионеры, а затем в комсомольцы.
Окончил школу в Москве. По собственным воспоминаниям, «Мой отец считал, что прежде чем стать священником, надо понюхать пороху в светском обществе, окончить вуз» В 1979 году поступил в Московский горный институт (сейчас — Горный институт НИТУ «МИСиС»), который окончил в 1984 году по специальности инженер-системотехник. Занимался прикладной математикой и вычислительной техникой.
В 1987 году поступил в Московскую духовную семинарию, которую окончил в 1991 году. В 1992 году поступил в Московскую духовную академию, окончил которую в 1995 году. В 1994 году проходил стажировку в Женевском университете по специальности «Социальная доктрина Церкви». Во время обучения в Московских духовных школах возглавлял пресс-группу Московских духовных школ.
С 1990 года работал в издательском отделе РПЦ редактором газеты «Московский церковный вестник», затем главным редактором той же газеты. После её временного закрытия — координатор конкурса парламентской журналистики фонда Сороса.
31 марта 1995 года патриархом Московским и всея Руси Алексием II рукоположён во диаконы, 31 марта 1996 года им же — во священника.
С 1996 года — член Союза журналистов.
В 1999—2004 годах вёл курс «Основы Православия» в Литературном институте имени Горького.
В 2003—2006 годах — ответственный сотрудник отдела внешних церковных связей Московского патриархата, секретарь по взаимоотношениям Церкви и общества.
16 июля 2005 года решением Священного синода включён в синодальную рабочую группу по разработке «концептуального документа, излагающего позицию Русской Православной Церкви в сфере межрелигиозных отношений».
В мае 2006 году был членом патриаршей комиссии по расследованию положения в Сурожской епархии (Англия). В октябре 2006 года Священным синодом Русской православной церкви направлен на служение в Сурожскую епархию.
В 2006—2013 годах — ключарь Успенского кафедрального собора в Лондоне и главный редактор англоязычного православного журнала «Сурож».
С 2007 года — избран и работает в Координационном совете российских соотечественников Великобритании.
С 2007 года — член ИППО.
С 2009 года — представитель Русской православной церкви при Всемирном координационном совете соотечественников.
25 апреля 2011 года архиепископ Сурожский Елисей (Ганаба) возложил на него палицу.
16 июля 2013 года решением Священного синода освобождён от должности клирика Сурожской епархии, согласно поданному прошению, и направлен в распоряжение патриарха Московского и всея Руси. 20 сентября 2013 года назначен настоятелем храма Иннокентия Московского в Бескудникове. 30 августа 2023 года также назначен настоятелем храма Иоанна Богослова под Вязом.
С 2013 года — главный редактор газеты «Православная Москва» (с 1994 года — заместитель главного редактора).

## Заявления и позиция
В январе 2005 года поддержал группу православных верующих, подавших иск против галериста Марата Гельмана и главы ЦДХ Василия Бычкова в связи с выставкой современного искусства «Россия-2», но отметил: «Естественный протест православных христиан только поможет авторам этой выставки достичь своих корыстных целей, причём я совершенно не удивлюсь, если они же сами и наймут людей для её разгрома…».
В октябре 2005 года заявил, что празднование Хэллоуина опасно для ребёнка, поскольку приучает к игре с образами зла, заставляет воспринимать зло как норму.
В июля 2006 года заявил на «круглом столе» в рамках международной конференции по ВИЧ/СПИДу, что Русская православная церковь готова помогать больным СПИДом. «Бытовавший в религиозном сообществе образ больного ВИЧ/СПИДом только как грешника, несущего достойное наказание, постепенно уходит в прошлое. Люди понимают, что причины заболевания могут быть различными, что больные нуждаются в помощи, сочувствии, а зачастую и в покаянии».
В июле 2006 года назвал абсолютно оправданными действия российских спецслужб по уничтожению Шамиля Басаева, отметив, что «В Русской Православной Церкви никогда не ставили под сомнение право светской власти применять силу для защиты граждан от воинствующего зла».
В августе 2006 года раскритиковал Константинопольский патриархат, политика которого превращается в некое подобие «папской политики на православной почве». «К сожалению, нам не удаётся сегодня достучаться до Константинополя. Тенденция православного „папства“ отчётлива, и в случае с епископом Василием, конечно, она особенно выпукло проявилась».
В сентябре 2006 года заявил, что предмет «Основы православной культуры» в школе должен быть светским и культурологическим, а не религиозным: «В его рамках православие будет изучаться как основа культуры Российского государства. Разве лишними для любого образованного человека могут быть знания о „Троице“ Андрея Рублёва? Или о том, что за всадник изображён на гербе Москвы? Или понимание того, что именно изобразил Иванов в своей картине „Явление Христа народу“?»
В октябре 2006 года заявил, что «Не введя в социальный оборот понятие греха, бороться по отдельности с каждым из видов греховной зависимости, таких, как пристрастие к алкоголю, наркотикам, азартным играм, практически невозможно». «В нашей стране многие деловые контакты традиционно закрепляются во время застолья. К сожалению, это зачастую приходится учитывать и деятелям Церкви. Многим очень хорошо известно, что благотворитель не станет заниматься нуждами Церкви до тех пор, пока ему не окажут хороший приём, неизбежно связанный с употреблением алкоголя».
В январе 2007 года заявил: «Мы согласны с тем, что журналист должен иметь право комментировать в том числе вопросы религии и выражать своё отношение к ним. Но делать это надо так, чтобы заповедь „не навреди“ стала бы и заповедью журналистского сообщества». Русская православная церковь, по его словам, никогда и никого не ограничивала в свободе самовыражения уже просто по причине отсутствия соответствующих возможностей и рычагов.
В феврале 2007 года призвал воспользоваться популярностью среди российской молодёжи Дня святого Валентина с целью привить молодым христианское понимание любви: «Поговорить о том, какая любовь между мужчиной и женщиной освящена Церковью и какое высокое положение она имеет в Церкви. И, наоборот, поговорить о подменах любви, которые навязываются нам современным безрелигиозным обществом».
В апреле 2007 года назвал варварством решение властей Эстонии демонтировать памятник советским воинам-освободителям. «Протестуя против сноса памятника, люди протестуют не только против разрушения произведения монументального искусства, но против того нового подхода к истории, который демонстрируют сейчас власти Эстонии». В 2014 году заявил, что «фашизм и его практика — антихристианское дело. Парад Победы ещё раз напомнит людям о том, что нужно противостоять фашизму, всем антигуманным политическим движениям, которых сейчас превеликое множество. Главная наша задача — помянуть павших, вспомнить о горе, которое принёс фашизм, и попытаться что-то изменить в себе и в окружающем мире, чтобы это больше не повторилось».
В сентябре 2016 года критиковал эвтаназию: «Эвтаназия, если её совершает больной, приравнивается к самоубийству, и к убийству — если врач или другой человек по просьбе родственников. Здесь много юридических и моральных аспектов, но для меня важен богословский, теологический: отнять жизнь может только тот, кто её дал — сам Бог. А принятие такого закона сыграет на руку многим: тем, кто заинтересован, чтобы в больницах было меньше пациентов, желающим поскорее получить наследство больного и так далее. И, конечно, будет много злоупотреблений».
В мае 2017 года отметил, что «дети должны пользоваться преимуществами получения информации, которые даёт Всемирная Сеть. Возможности у интернета разные — и плохие, и хорошие. Совершенно лишая детей доступа в интернет, мы запрограммируем их отставание от сверстников за рубежом: навыки работы в сети в современном мире немаловажны».
В мае 2018 года высказался в поддержку программы строительства новых храмов в Москве, отметив, что в церкви, где он служил, количество прихожан увеличилось несмотря на появление новых храмов поблизости. «Конечно, нужно быть очень осторожным, „не продавливать“ строительство, а вести его с согласия жителей, чтобы они поддерживали наши усилия. <…> Если мы будем полезны всем, независимо от вероисповедания и даже веры, строить храмы станет просто и легко, и все поддержат это. Если же мы будем строить их с оглядкой, замыкаться, работать „на себя“, наверное, это строительство не принесёт пользы».
В декабре 2019 года поддержал решение Священного синода Русской православной церкви, исключившее ограничения в участии в таинствах и поминовении для людей, которые носят имена святых любых поместных православных церквей мира или созвучные им имена, назвав отменённое правило «устаревшим и неактуальным»: «Не нужно будет в паспорте одно имя, а при причастии — другое, крестильное имя. Гораздо проще и понятнее: то имя, которое человек носит, оно и есть святое имя, оно воцерковлено».

## Награды
- Орден преподобного Сергия Радонежского III степени.
- права ношения креста с украшениями (24 апреля 2016[27])
- Орден Святителя Иннокентия, митрополита Московского и Коломенского III степени (16 сентября 2018)[28]

## Публикации
статьи
- Церковная печать // Русское возрождение : независимый русский православный национальный альманах. — 1990. — № 51 — С. 157—170
- Просвещающий свет веры Христовой // Журнал Московской Патриархии. 1992. — № 10. — С. 21-23.
- Протоиерей Николай Тарасов // Журнал Московской Патриархии. 1998. — № 6. — С. 42-43.
- Террор нечисти Архивная копия от 24 августа 2021 на Wayback Machine // Интерфакс-Религия, 30 октября 2007
- Протоиерей Михаил Дудко о борьбе за право носить крест в Великобритании Архивная копия от 24 августа 2021 на Wayback Machine // pravmir.ru, 13 марта 2012
- Заслужить победу Архивная копия от 24 августа 2021 на Wayback Machine // pravoslavie.ru, 3 сентября 2017
- Протоиерей Михаил Дудко: Многие опасности меня чудом миновали Архивная копия от 24 августа 2021 на Wayback Machine // Крестовый мост, 20 августа 2019
- Очевидность вечности Архивная копия от 24 августа 2021 на Wayback Machine // monasterium.ru, 6 августа 2021

интервью
- Священник Михаил Дудко: Человек, ушедший из семьи, нового счастья, как правило, не находит Архивная копия от 24 августа 2021 на Wayback Machine // blagovest-info.ru, 11 июня 2005
- В Сергиевом Посаде нет межрелигиозного конфликта, и кто бы ни нападал на исламскую общину города - они действовали на руку тем, кто работает на развал России Архивная копия от 24 августа 2021 на Wayback Machine // Интерфакс-Религия, 18 октября 2005
- Мы надеемся на благополучное каноническое разрешение конфликта в Сурожской епархии Архивная копия от 24 августа 2021 на Wayback Machine // Интерфакс-Религия, 26 июня 2006
- «В Церкви надо переделывать не Её, а самого себя» Архивная копия от 23 августа 2021 на Wayback Machine // Православие и современность. 2008. — № 9 (25)
- Англичане консервативней русских эмигрантов Архивная копия от 24 августа 2021 на Wayback Machine // pravmir.ru, 18 декабря 2013
- «Протоиерей Дмитрий Дудко — священник в Советском Союзе». Светлый вечер с о.Михаилом Дудко. Радио ВЕРА (17 января 2019). Дата обращения: 24 августа 2021. Архивировано 24 августа 2021 года.
- Православие для многих англичан оказалось более понятным и близким Архивная копия от 24 августа 2021 на Wayback Machine // Интерфакс-Религия, 3 августа 2010
- Таинство на дому. В храмах идет служба, а паства молится дома Архивная копия от 24 августа 2021 на Wayback Machine // Российская газета 6 апреля 2020
- Авторская программа Владимира Легойды «Парсуна»: протоиерей Михаил Дудко Архивная копия от 24 августа 2021 на Wayback Machine // sinfo-mp.ru, 13 сентября 2020
- «Связь русской и западной культур». Протоиерей Михаил Дудко, священник Тимофей Китнис, священник Антоний Борисов. Радио ВЕРА (24 февраля 2021). Дата обращения: 24 августа 2021. Архивировано 24 августа 2021 года.